# الكسندر باه
الكسندر باه (بالدنماركية: Alexander Bah)‏ هو لاعب كرة قدم دنماركي في مركزي الدفاع والوسط، ولد في 9 ديسمبر 1997 في الدنمارك في مملكة الدنمارك. لعب مع سلافيا براغ ونادي سوندرييسكه.

## وصلات خارجية
- الكسندر باه على موقع الاتحاد الأوربي (الإنجليزية)
- الكسندر باه على موقع قاعدة بيانات كرة القدم.إي يو (الإنجليزية)
- الكسندر باه على موقع ناشيونال فوتبول تيمز (الإنجليزية)
- الكسندر باه على موقع Soccerway.com (الإنجليزية)
- الكسندر باه على موقع عالم كرة القدم.نت (الإنجليزية)